# A Manderley-ház asszonya (film, 1940)
A Manderley-ház asszonya (eredeti cím: Rebecca) 1940-ben bemutatott, fekete-fehér amerikai film Alfred Hitchcock rendezésében.
Ez egy angol film, teljesen angol
David O. Selznick producer adta Hitchcocknak Daphne du Maurier az angolul azonos című 1938-as pszichothrillerét, a Rebeccát – amely könyv alakban magyarul A Manderley-ház asszonya címen jelent meg 1943-ban Ruzitska Mária fordításában a Singer és Wolfner kiadásában elsőként –, miután ejtette a Titanic tervét. Hitchcock első amerikai filmje megkapta a legjobb filmnek járó Oscar-díjat.
Hitchcock számára Hollywood vonzerejét főként az adta, hogy itt nagy stúdióban, magas költségvetéssel dolgozhatott. A thriller nem annyira hatásvadász és drámai effektusaival, mint inkább lélektani kiszámíthatatlanságával, a rejtély fokozásának képességével tűnik ki. A Rebeccában együtt van Hitchcock minden formai jellegzetessége, a homályos előtörténet, a leplezetlen gyanakvás, és a múlt árnyékában lakozó tündéri szerelem.
A Laurence Olivier által megteremtett figura személyisége bizonytalan és zilált, így mint gyilkos is számításba jöhet. Különleges hangsúlyt helyezett Hitchcock a házvezetőnő személyére. Számos jelenetben látszólag a semmiből toppan elő, azt a hatást keltve, hogy mindenütt jelen van. Ezt a benyomást még erősíti, hogy szinte sosem látjuk mozgásban. Alakja mindig álló, komor és mozdulatlan figuraként jelenik meg a filmben, és ezzel a mozdulatlansággal az alak fenyegetővé, kiszámíthatatlanná válik.
Hitchcock már korábban szerette volna megfilmesíteni a történetet, de képtelen volt kifizetni a regény jogait. Miután Selznick megszerezte a jogokat, Hitchcock megrendezte a produkciót. A film kellően hatásosra sikeredett, és a rendező látásmódját dicséri, hogy a házból a számos fény-árnyék hatáskeltés végett kis híján egy kísértethistóriát fabrikált. A film két főszereplőjének, Laurence Olivier-nek és Joan Fontaine-nek a játéka lenyűgöző. Egy alkalommal Selznick például elhitette a női főszereplővel, Joan Fontaine-nel, hogy mindenki utálja őt, és ki akarják túrni a produkcióból, csak azért, hogy jól játsszon el egy jelenetet. (Ebben segítette, hogy Olivier valóban nem kedvelte Fontaine-t, amiért ő kapta meg a női főszerepet, amire Olivier barátnője, Vivien Leigh is pályázott.) Az Elfújta a szélhez hasonlóan, ehhez a filmhez is körített Selznick egy reklámkampányt, a film egyik plakátján például csak az volt olvasható: „Mi volt Manderley titka?”

## Cselekmény
|  | Alább a cselekmény részletei következnek! |

Egy fiatal nő (Joan Fontaine) – akinek eredeti neve az egész történet során nem hangzik el – egy szállodában megismerkedik Lord Maxim de Winterrel (Laurence Olivier), akinek felesége, Rebecca rejtélyes módon vesztette életét. Gyors udvarlás után ő lesz a második Mrs. De Winter, és férjével annak vidéki otthonába, Manderleybe költözik. Mr. De Winter, de főképp a házvezetőnő, Mrs. Danvers (Judith Anderson), fürkészve lesik a szép fiatalasszony minden gondolatát, az asszonyra mégis nyomasztóan nehezedik az első Mrs de Winter emléke, aki mintha a ház minden tárgyában, szegletében és az ott élők minden gondolatában folyamatosan jelen lenne. Az új úrnő úgy érzi, hogy Mrs. Danvers minden lépését figyeli, és állandó gyanakvással, rosszindulattal veszi körül. Mrs. De Winter a házvezetőnővel szemben alárendelt, bűntudatos viselkedést vesz fel, mely Mrs. Danvers uralmát tovább növeli, és a férje, Maxim is egyre megközelíthetetlenebbnek tűnik számára sötét emlékekkel teli otthonában. A helyzet még tovább romlik, amikor megtalálják a vízbe fúlt Rebecca holttestét, és újból vizsgálni kezdik az asszony halálának körülményeit. Maxim de Winter korábban már a feleségeként azonosított egy holttestet, ezért most gyilkosság gyanújába keveredik. Új felesége az egyetlen, akinek elmondja az igazságot (és most először kerülnek igazán közel egymáshoz): valóban jelen volt az első Mrs. de Winter halálakor, de az egy véletlen balesetnek és nem az ő közreműködésének köszönhető. Maxim azt is bevallja, hogy ő maga gyűlölte a mindenki által körülrajongott, de valójában szívtelen asszonyt. A látszólag kilátástalan helyzet végül mégis megoldódik: kiderül, hogy Rebecca rákos volt, ezért a rendőrség öngyilkosságként zárja le a rejtélyes halálesetet, majd Mrs. Danvers ezt megtudván felgyújtja a kastélyt (meghal a tűzben), így magát győztesnek érezve.

## Szereplők
| Szerep                        | Színész            | Magyar hang        |
| ----------------------------- | ------------------ | ------------------ |
| Maximillian „Maxim” de Winter | Laurence Olivier   | Gábor Miklós       |
| A második Mrs. de Winter      | Joan Fontaine      | Kútvölgyi Erzsébet |
| Jack Favell                   | George Sanders     | Bujtor István      |
| Mrs. Danvers, „Danny”         | Judith Anderson    | Sütő Irén          |
| Giles Lacy őrnagy             | Nigel Bruce        | Tyll Attila        |
| Frank Crawley                 | Reginald Denny     | Láng József        |
| Julyan ezredes                | C. Aubrey Smith    | Egri István        |
| Beatrice Lacy                 | Gladys Cooper      | Békés Rita         |
| Mrs. Edythe Van Hopper        | Florence Bates     | Vajay Erzsi        |
| Halottkém                     | Melville Cooper    | Szilágyi Tibor     |
| Dr. Baker                     | Leo G. Carroll     | Horváth Sándor     |
| Ben                           | Leonard Carey      | Szatmári István    |
| Tabbs                         | Lumsden Hare       | Molnár Tibor       |
| Frith                         | Edward Fielding    | Ujlaki László      |
| Chalcroft                     | Forrester Harvey   | Füzessy Ottó       |
| Robert                        | Philip Winter      | Verebes Károly     |
| Rendőr                        | Billy Bevan        | Perlaki István     |
| Hotelportás                   | Egon Brecher       | Verebes Károly     |
| Szállodaigazgató              | Gino Corrado       | Győrffy György     |
| Férfi a telefonfülkénél       | Alfred Hitchcock   | nem szólal meg     |
| Mullen                        | Leyland Hodgson    | Prókai István      |
| Főpincér a szállodában        | Alphonse Martell   | Kéry Gyula         |
| Pincér a szállodában          | William H. O’Brien | Elekes Pál         |
| Vendég a szálloda éttermében  | Ronald R. Rondell  | Avar István        |
| Férfi a tárgyaláson           | N/A                | Perlaki István     |

Megjegyzés: A magyar szinkron 1978-ban készült, és a televízióban 1984. május 26-án adták le.

## Díjak, jelölések

### Oscar-díj(1941)
- díj: legjobb film – David O. Selznick
- díj: legjobb operatőr, fekete-fehér film – George Barnes
- jelölés: legjobb férfi főszereplő – Laurence Olivier
- jelölés: legjobb női főszereplő – Joan Fontaine
- jelölés: legjobb női mellékszereplő – Judith Anderson
- jelölés: legjobb rendező – Alfred Hitchcock
- jelölés: legjobb látványtervezés – Lyle R. Wheeler
- jelölés: legjobb vizuális effektusok – Jack Cosgrove, Arthur Johns
- jelölés: legjobb vágás – Hal C. Kern
- jelölés: legjobb eredeti filmzene – Franz Waxman
- jelölés: legjobb forgatókönyv, adaptált – Robert E. Sherwood, Joan Harrison